# Retro Ścianka

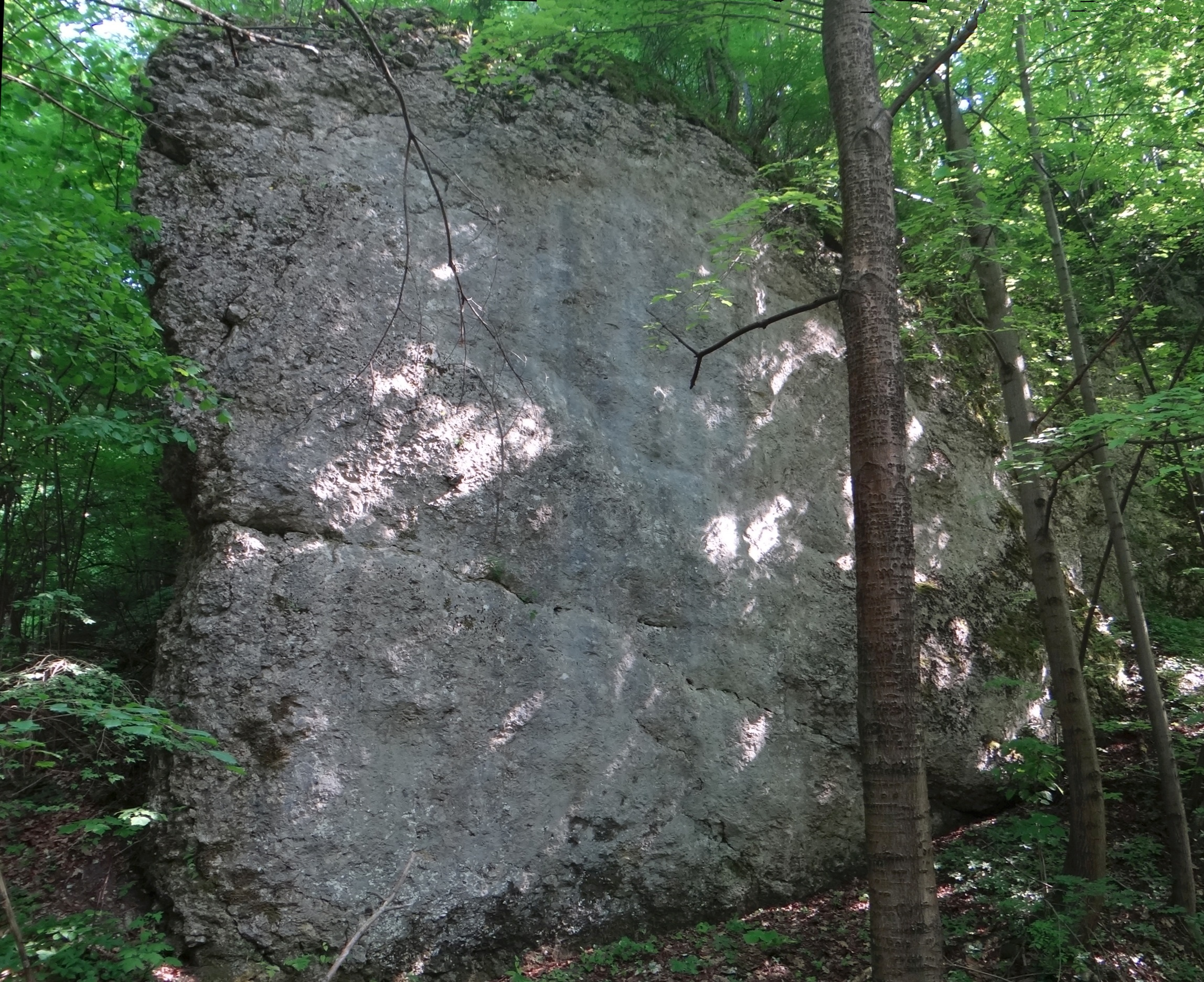

Retro Ścianka – skała we wsi Rodaki w województwie małopolskim, w powiecie olkuskim, w północnej części gminy Klucze, na Wyżynie Częstochowskiej będącej częścią Wyżyny Krakowsko-Częstochowskiej.
Zbudowana z twardych wapieni skalistych skała znajduje się u północnych podnóży wzniesienia Świniuszka, przy leśnej drodze. odchodzącej na północny wschód od drogi wojewódzkiej nr 791 Olkusz – Zawiercie. Droga leśna zaczyna się około 100 m na północ od górnego skrzyżowania drogi 791 z drogą do Rodaków. Skała znajduje się w lesie, w odległości około 100 m od początku drogi leśnej. Na jej zachodniej ścianie o wysokości do 12 m uprawiana jest wspinaczka skalna. Są 3 drogi wspinaczkowe o trudności od VI.2 do VI.4 w skali Kurtyki. Mają zamontowane stałe punkty asekuracyjne: ringi (r) i stanowiska zjazdowe (st).
1. Fajfy po godzinach; VI.4, 5r +st
2. Esy-floresy; VI.2, 6 r +st
3. Retro dancing; VI.3, 4 r + st[1].

Drogi wspinaczkowe poprowadzono tu w 2018 roku. Wśród wspinaczy skalnych Retro Ścianka jest mało popularna.